# Ásgeir Sigurvinsson
Ásgeir Sigurvinsson   (Vestmannaeyjar, 8 de maig de 1955) és un exfutbolista islandès de la dècada de 1970.
Fou 45 cops internacional amb la selecció islandesa.
Pel que fa a clubs, fou jugador, entre d'altres, de Stuttgart.
Trajectòria com a entrenador:
- 1993: Fram
- 2003-2005:  Islàndia